# 马莱奥
马莱奥（義大利語：Maleo），是意大利洛迪省的一个市镇。总面积20平方公里，人口3294人，人口密度164.7人/平方公里（2009年）。ISTAT代码为098035。